# Vespertilio
Vespertilio är ett släkte däggdjur som beskrevs av Linnaeus 1758. Vespertilio ingår i familjen läderlappar.

## Utseende
Arterna har rödbrun eller svartbrun päls på ryggen, och buken är mörkbrun eller grå. De har vita hårspetsar som ger pälsen sin utmärkande silver- eller gråskimriga färg. Från huvud till svans blir de 5,5 till 7,5 cm långa, och svansen blir 3,5 till 5 cm lång. De främre lemmarna som bestämmer djurens vingspann är 4 till 6 cm långa.

## Ekologi
Beroende på art har de sina viloplatser antingen i träd, bergssprickor eller förvaringsbyggnader. Båda arter är aktiva mellan skymningen och gryningen.
Övriga levnadssätt är främst känt för den gråskimliga fladdermusen och det antas att Vespertilio sinensis har ett liknande beteende.
Individerna bildar flockar som ibland har upp till 200 medlemmar. Under vinterdvalan är de däremot i mindre grupper eller ensamma. Födan utgörs av insekter som flugor eller skalbaggar som fångas 20 meter eller högre över marken.
Honor av gråskimlig fladdermus parar sig under senhösten eller tidiga vintern och äggen befruktas först under våren. Efter 40 till 50 dagar dräktighet föder honan i juni eller juli en till tre ungar. I utbredningsområdets kalla delar är kullarna i allmänhet mindre. Modern slutar dia efter ungefär sex till sju veckor, och ungarna blir könsmogna efter cirka ett år.

## Hot och status
Arternas bestånd är ganska stabilt och båda listas av IUCN som livskraftig (LC).

## Systematik
Kladogram enligt Catalogue of Life och Dyntaxa:
| Vespertilio | \| \| gråskimlig fladdermus (Vespertilio murinus) \| \| \| \| \| \| Vespertilio sinensis \| \| \| \| |
|             | \| \| gråskimlig fladdermus (Vespertilio murinus) \| \| \| \| \| \| Vespertilio sinensis \| \| \| \| |
|             | gråskimlig fladdermus (Vespertilio murinus)                                                          |
|             | |
|             | Vespertilio sinensis                                                                                 |
|             | |

I äldre avhandlingar förtecknas en tredje art, Vespertilio orientalis. Den klassificeras numera som underart till Vespertilio sinensis.